# Marcelo de Ribadeneira
Fray Marcelo (de) Ribadeneira (a veces transcrito como Rivadeneira, Ribadeneyra, etc.), O. F. M., fue un historiador, orientalista y fraile franciscano misionero español de finales del siglo XVI.

## Biografía
Poco se sabe sobre este escritor y misionero español. Es muy probable que fuera palentino y de familia gallega; profesó en el convento franciscano de Salamanca, y fue destinado a Santiago de Compostela, desde donde sus superiores lo mandaron a las Filipinas. Desde allí enviaron una expedición al Japón compuesta de fray Marcelo de Ribadeneyra, fray Agustín Rodríguez, fray Gerónimo de Jesús y fray Andrés de San Antonio. Este último murió durante la travesía. El 27 de agosto de 1594 desembarcó en el puerto de Hirado, en la prefectura de Nagasaki, costa sur de Japón, y luego en 1596 sus superiores lo mandaron a Osaka a fundar un convento, iglesia y hospital junto a fray Gonzalo García y el japonés León Carazuma; lograron construir una iglesia, Nuestra Señora de Belén, y de allí pasó a Sakai (Osaka); permaneció en este país hasta 1597, en que tuvo que escapar porque en febrero de ese mismo año habían sido martirizados muchos cristianos en Nagasaki. Se escondió en Macao y luego logró llegar a Manila a principios del año siguiente (1598). Allí sus superiores le encargaron escribir una relación sobre la situación del cristianismo en Japón; se documentó cuanto pudo, pero reflejó en especial las persecuciones que habían vivido sus compañeros y él mismo, como testigo presencial. Al poco se embarcó rumbo a España vía México; llegó a Acapulco en el bajel San Jerónimo el 31 de octubre de 1598, y a Sevilla en 1599; nombrado procurador de la causa de beatificación de San Pedro Bautista y sus compañeros mártires, se dirigió a Madrid y luego a Roma para dar cuenta al Rey y al Papa de cuanto había visto y realizar las gestiones.
En 1601 volvió a España y presentó a Felipe III su obra Historia eclesiástica de las islas Filipinas y reinos de Japón, que se ha perdido o tal vez era la misma que imprimió después con otro título. Ese mismo año marchó a Barcelona para imprimir su Historia de las islas del archipielago y reynos de la gran China, Tartaria, Cuchinchina, Malaca, Sian, Camboxa y Iappon, y de los sucedido en ellos a los religiosos descalços, de la Orden del Seraphico Padre San Francisco, de la Provincia de San Gregorio de las Philippinas... (Barcelona, imprenta de Gabriel Graells y Giraldo Dotil, 1601). Manuel Godoy se ufanaba en sus Memorias de haber reimpreso esta obra. Hay edición moderna de 1947. Es una obra muy voluminosa y documentada, en seis libros.
Como fue acusado por la Inquisición respecto al contenido de esta obra, tuvo que regresar a Roma para defenderse. Se conservan algunos de los escritos acusatorios (unas Obiectiones) y varios textos que Ribadeneira elaboró para defenderse y argumentar el valor de sus escritos (entre ellos, las Responsiones). También existe una Relación del Japón escrita por él y editada en Osaka en 1973 por José Luis Álvarez-Taladriz.

## Obras
- Historia de las islas del archipielago y reynos de la gran China, Tartaria, Cuchinchina, Malaca, Sian, Camboxa y Iappon, y de los sucedido en ellos a los religiosos descalços, de la Orden del Seraphico Padre San Francisco, de la Provincia de San Gregorio de las Philippinas... (Barcelona, imprenta de Gabriel Graells y Giraldo Dotil, 1601. Hay una segunda edición, bajo el título de Historia de los reynos de la gran China, Tartaria, Cuchinchina, Malaca, Sian, Camboxa y Japon : y de lo sucedido en ellos á los religiosos descalços de la órden de S. Francisco de Philipinas, Barcelona: G. Graells, 1613; y una moderna, Historia de las Islas del Archipiélago Filipino y Reinos de la Gran China, Tartaria, Cochinchina, Malaca, Siam, Cambodge y Japón. Edición, prólogo y notas por Juan R. De Legísima. Madrid, Editorial Católica, 1947
- Documentos franciscanos de la Cristiandad de Japón (1593-1597). San Martín de la Ascensión y Fray Marcelo de Ribadeneira; Relaciones e Informaciones; Edición por José Luis Álvarez-Taladriz; Osaka: Heikodo, 1973.
- Respuesta de Fr. Marcelo Rivadeneyra a los impedimentos que los PP. de la Compañía de Jesús pusieron a su libro Historia de la Provincia de San Gregorio de Filipinas
- Breue relacion de la vida, y muerte de los protomartires del Iapon, religiosos professos de la Orden de N.P. San Francisco, y de sus 17 compañeros legos, Terceros de la mesma Orden, ¯q con ellos padecieron el mesmo martirio;colegida de la 4 parte de la Coronica de la dicha Orden, lib. 2 cap. 60 y del P.Fr. Marcelo de Ribadeneyra..., Sevilla: Pedro Gómez de Pastrana, 1628.